# Charlie Dominici
Charlie Dominici (Brooklyn, New York, SAD, 16. lipnja 1951.), američki je glazbenik i pjevač progresivnog metal sastava Dominici.
Ipak, Dominici je najpoznatiji kao drugi po redu pjevač sastava Dream Theater, zamijenivši tada Chrisa Collinsa. Dominici je napustio sastav iz osobnih razloga te ga je nakon dvije godine zamijenio James LaBrie. S Dream Theaterom je snimio jedan studijski album, When Dream and Day Unite.

## Vanjske poveznice

### Službene stranice
Službene stranice sastava Dominici